# Clara Solé i Font
Clara Solé Font (Horta, Barcelona, 25 de juny de 1996) és una actriu, cantant, ballarina i directora catalana, vinculada amb el món del teatre musical. És coneguda per haver format part del repartiment de musicals com El despertar de la primavera, Fun Home i, més recentment, La filla del mar, on va interpretar el paper d'Àgata, rol amb el qual va guanyar el Premi de la crítica a Millor actriu de musical 2021.

## Biografia
Va néixer al barri d'Horta de Barcelona el 25 de juny de 1996 i comença a trepitjar els escenaris de ben petita, als Lluïsos d'Horta. Allà participa en diferents espectacles de teatre musical de caràcter amateur. Comença formar-se com a intèrpret al Planter de l'escola Eòlia i com a músic a l'escola Musicant. Posteriorment, culmina la seva formació com a intèrpret professional a l'escola Aules · Arts Escèniques, on es gradua dins el Recorregut de Formació Professional l'any 2018.
Debuta professionalment amb Un cau de mil secrets, un espectacle del Musical més petit i la Pedrera, on interpreta el paper de Júlia del 2015 al 2017. L'any 2016 entra a formar part del repartiment de la versió catalana del musical El despertar de la primavera (Spring Awakening), estrenat al Teatre Gaudí i traslladat, l'any 2018, al Teatre Victòria de Barcelona, interpretant el paper de Thea.
El maig de 2018, protagonitza el musical Tot el que no ens vam dir, d'Alícia Serrat i Miquel Tejada a El Maldà. L'estiu d'aquell mateix any, participa a Carousel, en concert, celebrat dins el marc del Festival Grec 2018. El setembre del mateix any, forma part del musical de la versió catalana de Fun Home, estrenada al Teatre Condal, on interpreta el personatge d'Alison Mitjana sota la direcció de Daniel Anglès.
Durant el Festival Grec 2021, protagonitza el musical La filla del mar de La Barni, basat en l'obra homònima d'Àngel Guimerà, al Teatre Condal. El musical torna al mateix teatre l'hivern de 2022 després d'una gira per tot Catalunya. La seva interpretació del paper de l'Àgata la va fer guanyar el Premi de la crítica a Millor actriu de musical 2021.

## Trajectòria

### Teatre
| Any  | Títol                             | Rol                 | Teatre                        |
| ---- | --------------------------------- | ------------------- | ----------------------------- |
| 2015 | Un cau de mil secrets             | Júlia               | La Pedrera                    |
| 2016 | Un cau de mil secrets             | Júlia               | La Pedrera                    |
| 2016 | El despertar de la primavera      | Thea                | Teatre Gaudí                  |
| 2017 | El despertar de la primavera      | Thea                | Teatre Gaudí                  |
| 2018 | El despertar de la primavera      | Thea                | Teatre Victòria               |
| 2018 | Fun Home                          | Alison Mitjana      | Teatre Condal                 |
| 2018 | Tot el que no ens vam dir         | Anna                | El Maldà                      |
| 2019 | Tot el que no ens vam dir         | Anna                | El Maldà                      |
| 2019 | Pornopop                          | Gràcia              | Sala Versus Glòries           |
| 2019 | Per si no ens tornem a veure      | Princesa de Dumaine | El Maldà                      |
| 2019 | Impro Side Story                  | Intèrpret           | Sala Barts, Teatre Gaudí      |
| 2020 | Impro Side Story                  | Intèrpret           | Teatre Aquitània              |
| 2020 | Disset anys                       | Clara               | Sala Barts                    |
| 2020 | Artaban, príncep de les estrelles | Roseta              | Teatre Auditori de Granollers |
| 2021 | Artaban, príncep de les estrelles | Roseta              | Parets del Vallès             |
| 2021 | La filla del mar                  | Àgata               | Teatre Condal                 |
| 2022 | La filla del mar                  | Àgata               | Teatre Condal                 |

### Concerts
| Any  | Títol                                 | Rol     | Teatre                     |
| ---- | ------------------------------------- | ------- | -------------------------- |
| 2017 | Nit de musicals: #magradenelsmusicals | Solista | Teatre Grec                |
| 2018 | Carousel, en concert                  | Arminy  | Teatre Grec                |
| 2019 | In(è)dites                            | Solista | Lluïsos d'Horta            |
| 2019 | Octubre: cançons per la llibertat     | Cor     | Gira per Catalunya         |
| 2019 | Broadway Babies                       | Solista | CaixaForum de Barcelona    |
| 2020 | Broadway Babies                       | Solista | Teatre Eòlia               |
| 2020 | Si no t'hagués trobat                 | Solista | Lluïsos d'Horta            |
| 2020 | Amor x Amor                           | Solista | Teatre Romea               |
| 2021 | Amor x Amor                           | Solista | Virtual                    |
| 2021 | Fem-nos repgals                       | Solista | Espai 104, Lluïsos d'Horta |

### Direcció
| Any  | Títol             | Teatre             |
| ---- | ----------------- | ------------------ |
| 2019 | Una altra estrena | Gira per Catalunya |

## Premis
| Any  | Premi                                       | Categoria                | Treball          | Resultat  |
| ---- | ------------------------------------------- | ------------------------ | ---------------- | --------- |
| 2022 | XXIV Premis de la Crítica d'Arts Escèniques | Millor actriu de musical | La filla del mar | Guanyador |